# كأس أوكرانيا 2005–06
كأس أوكرانيا 2005–06 (بالأوكرانية: Кубок України з футболу 2005—2006)‏ هو الموسم 15 من كأس أوكرانيا. أقيم خلال الفترة 1 أغسطس 2005 وحتى 2 مايو 2006، وكان عدد الأندية المشاركة فيه 69، وفاز فيه دينامو كييف.